# Leontopithecus chrysopygus
Leontopithecus chrysopygus là một loài động vật có vú trong họ Cebidae, bộ Linh trưởng. Loài này được Mikan mô tả năm 1823.

## Hình ảnh

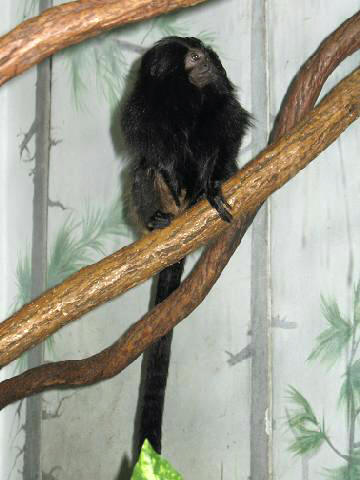
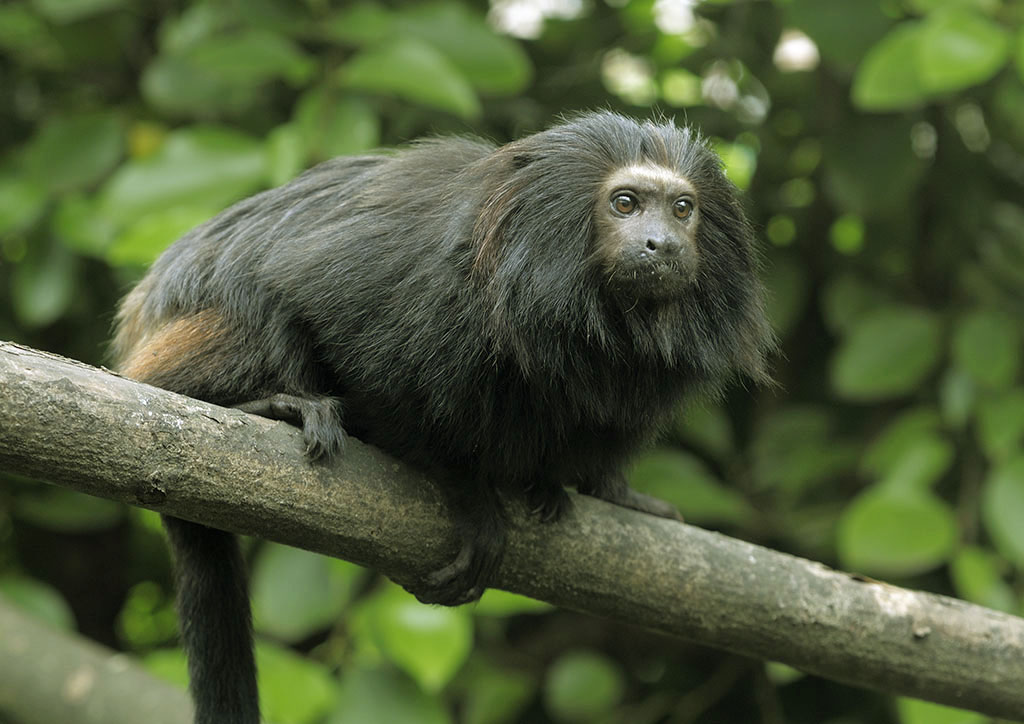
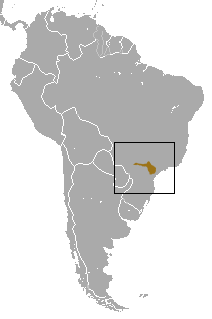
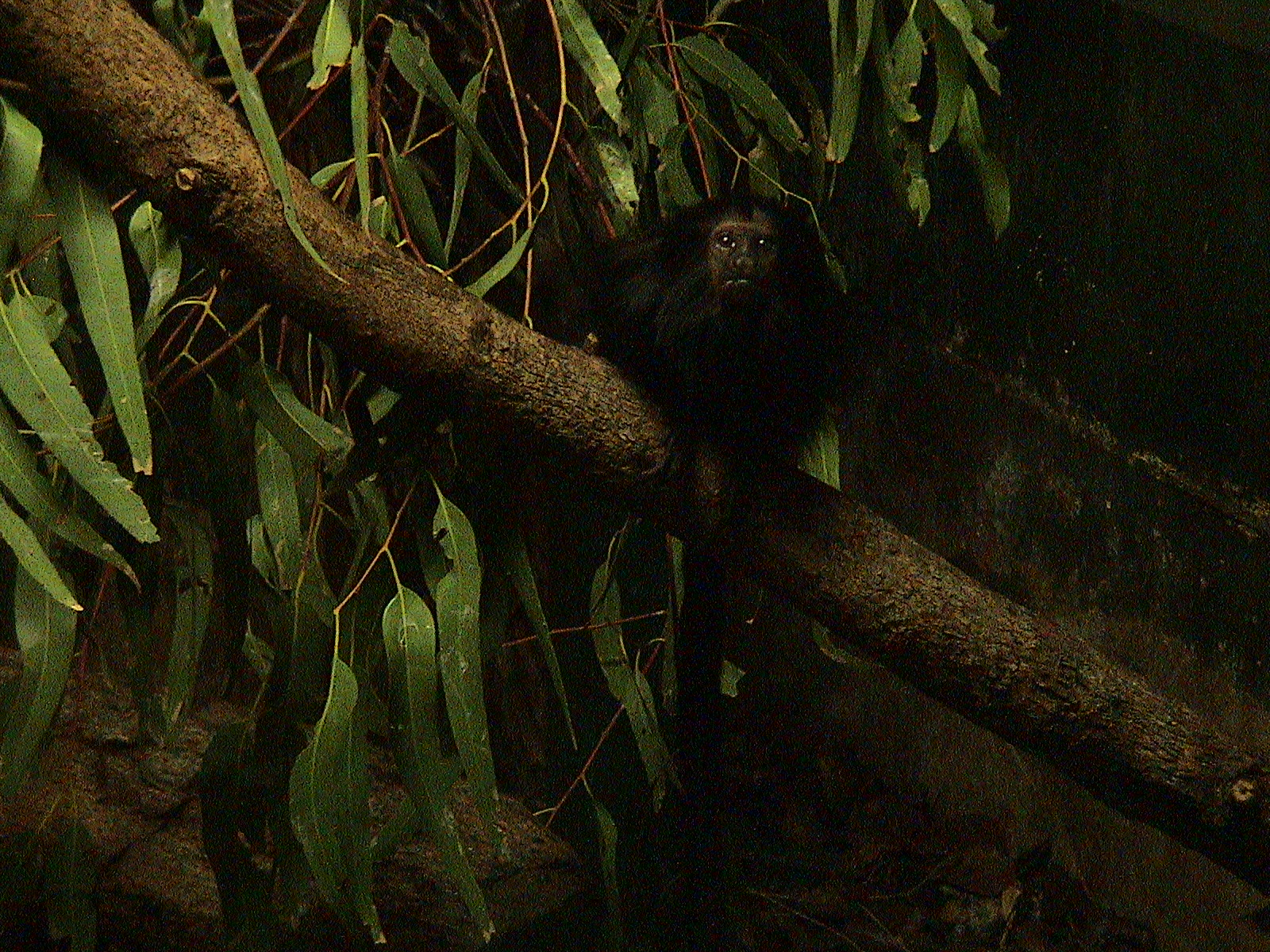